# Честь имею (роман)
Честь имею. Исповедь офицера российского Генштаба — исторический роман, написанный советским писателем Валентином Пикулем в 1986 году. Опубликован в 1986 году.

## Сюжет
Роман разделён на три части, повествование в которых ведётся от лица неназванного героя. Также, помимо основной сюжетной линии, рассказывающей о жизненном пути главного героя, между главами рассказывается о его жизни в преддверии Второй мировой войны и работе в советском Генштабе.

### Сюжет романа
Валентин Пикуль рассказывает о встрече с таинственной женщиной, передавшей ему мемуары человека, служившего в Российском, а затем и в Советском генштабе. Женщина просит Пикуля прочитать их и опубликовать в виде книги, на что писатель соглашается.
Действие романа развёртывается в СССР в 1930-е годы и параллельно в дореволюционной России в конце XIX — начале XX вв.
Главный герой — член советского генерального штаба, в прошлом прошедший обучение и служивший в российском Генштабе, находится на военно-преподавательской работе, сотрудничает с советской разведкой.
В середине 30-х гг. он оказывается под подозрением у органов госбезопасности, которые устраивают за ним слежку и несколько раз вызывают на допрос. Герой анализирует происходящие в мире события, в частности упоминаются Марсельское убийство, смерть канцлера Дольфуса, Мюнхенское соглашение и т. д. Параллельно рассказывается о противостоянии главного героя и немецкой разведки — Абвера. Допросив пойманного перебежчика Владимира Вербицкого (давнего знакомого героя по академии генштаба), Герой перевербовывает его и засылает обратно к немцам, надеясь через Вербицкого завербоваться в Абвер. Через некоторое время с героем связывается японец Сигимицу, предлагающий работу на Японию, но тот отказывается. Вскоре на него выходит Абвер и перевербовывает. Его напарником в шпионской сети становится Вербицкий. В течение долгого времени герою удается снабжать немцев дезинформацией.
Вторая сюжетная линия рассказывает о молодости героя. Герой родился в семье русского и сербки, в младенчестве увидел шагающих по улицам русских солдат и был сильно впечатлен русской армией. Через какое-то время его мать, которая была ярой сербской патриоткой, уходит из семьи и вскоре пропадает. Когда герой подрастает, он отправляется учиться на юриста. Тем не менее, вскоре он разочаровывается в выборе профессии, впадает в депрессию, подрабатывает репортером и уходит в запой. Однажды он решает застрелиться, но появившийся отец не дает это сделать ему. Также он добровольцем принимает участие в англо-бурской войне на стороне буров и попадает в английский концлагерь. Вскоре он, по настоянию отца, отправляется за границу на отдых, однако в последний момент отказывается от отдыха и решает ехать на свою вторую родину — Сербию. Автор вкратце рассказывает трагическую историю Сербии: пришедшая к власти чета Обреновичей погрузила государство в нищету и жестокость, придерживаясь проавстрийской позиции. В то время в Европе живёт как политический беженец наследник престола Петр Карагеоргиевич (его сын Александр учился на юриста вместе с героем и они были друзьями) вместе со своими сыновьями. Герой прибывает в Белград и останавливается в гостинице. У себя в номере он встречается с сербом, который сообщает ему, что за ним следят, и предлагает бежать вместе с ним. Так он попадает в штаб лидера революционеров Драгутина Дмитриевича, по кличке Апис, с которым его ждет долгая дружба. Апис предлагает присоединиться к восстанию, что герой и делает, участвуя в майском перевороте. Ранним утром заговорщики пробираются в королевский дворец и, истребив охрану, убивают Обреновичей (короля Александра и его жену Драгу) и выбрасывают их трупы из окна. Вести о революции разлетаются по Европе. Герой пытается найти свою мать, которая была связана с заговорщиками и впоследствии арестована, однако следы её затерялись. Россия требует вернуться своим гражданам, участвовавшим в перевороте, на родину и признаться в содеянном, однако герой не спешит этого делать. На вокзале в Вене он встречает нищего, который просит его передать письмо по адресу Варшаве. Когда он приходит по адресу, его захватывает российская контрразведка.
В ходе допроса герой узнает, что нищий, передавший ему письмо, в реальности является сотрудником австрийской разведки Цобелем, который использовал Героя для передачи письма своим агентам. Также Герой понимает, что о его участии в сербском перевороте также знают. Герой соглашается помочь контрразведчикам в перехвате очередного тайного письма вражескому резиденту в России. Операция проходит успешно, и Героя в знак благодарности разведка устраивает работать на границу, где он занимается отловом самых различных шпионов и контрабандистов. Через некоторое время Герой решает поступить в академию Генерального штаба. После усердной подготовки Герою удается сдать тяжелые экзамены и поступить. Тем не менее, учёба оказывается не менее сложной, большинство студентов оказываются исключены. Однажды, во время парфорсной охоты Герой знакомится с полькой Вылежинской, которая намекает ему, что является сотрудником разведки. Вскоре он получает посылку от Аписа. Тем временем на Балканах нагревается обстановка. Апис создает тайную организацию «Черная рука», которая фактически и имеет реальную власть на полуострове. Власть в Сербии после переворота принадлежит королю Петру Карагеоргиевичу. Старший сын короля и наследник престола Георгий в припадке ярости убивает своего слугу, в результате чего начинается скандал, приведший к отречению Георгия. Вместо него наследником становится Александр.
После окончания Академии Герой узнает, что на данный момент для него нет свободных вакансий, и уезжает в отпуск на Балканы, где встречает Аписа, а также знакомится с российским атташе Артамоновым и русским послом Гартвигом. Вскоре появляется вакансия, и Герой едет служить в Оренбург в небольшой должности. Через некоторое время его приглашают на работу в разведку, на что Герой соглашается. Начинается подготовка к заброске Героя в Германию в качестве нелегала. Герой имитирует запой, и его выгоняют со службы, после чего командование направляет его в Варшаву для продолжения обучения. Завершив обучение в разведшколе, Герой получает кодовое имя «Цензор» и знакомится со своими напарниками, которыми оказались Вылежинская и агент по кличке «Консул». Перед отправкой ему сообщают, что его мать вышла замуж за австрийского военнослужащего, и запрещают с ней видеться. Затем, под видом бедняка, герой отправляется на пароходе в Германию и попадает в нищий район Сант-Паули, где его ожидает встреча с Вылежинской.
Конец 1930-х-начало 1940-х. Герой понимает, что мир близок к войне и недоволен положением в СССР: репрессии ослабили страну и уничтожили множество умных и способных людей. Также он критикует подписание Пакт о ненападении между СССР и Германией. Героя отправляют в Прибалтику для помощи местной разведке в поиске немецких шпионов. При помощи Героя удается захватить ценного шпиона Бориса Энгельгардта, с помощью которого Герой выходит на контакт с одним из шефов резидентуры Целлариусом и внедряется к немцам. Тем не менее, героя захватывают сотрудники НКВД по подозрению в шпионаже. В тюрьме он подвергается регулярным допросам, однако отказывается признаться в сотрудничестве с немцами. Через некоторое время Героя, как опытного специалиста, выпускают из тюрьмы, и он устраивается работать в контрпропаганде.
Начало 20-века. В Санкт-Паули Герой после нескольких дней встречается с «Консулом», а затем и с Вылежинской, которая играет роль его жены. Под видом состоятельной семьи, Герой с Вылежинской передают множество ценных сведений в Россию. Во время одной из операций Героя захватывают английские разведчики, но ему удается обезвредить их и сдать полиции. Также он помогает в раскрытии предателя и сопровождает прибывшего в Германию по заданию разведки инженера. Вскоре командование отзывает Вылежинскую, а к Герою через некоторое время приходит Берцио — сотрудник немецкой разведки, которого Герой раскрыл во время своей службы на границе. Берцио пытается арестовать русского, но Герою удается вырубить его и сбежать. Угнав поезд, Герой добирается до приграничной зоны и вместе с контрабандистами пересекает границу России. После возвращения на родину Герой узнает о смерти отца. Провал в Германии вводит Героя в депрессию.

## Главный герой
Имя героя романа не разглашается; доступна лишь его история жизни.
Родился после 1875 года, в Петербурге. Сын русского разорившегося дворянина и сербской женщины, которая оставила семью. Фамилия также неизвестна, хотя в романе указано, что она внесена в «Бархатную книгу».
Сам он о своём происхождении он пишет: «Впрочем, моя фамилия внесена в знаменитую „Бархатную книгу“; читателям, которые по тем или иным причинам захотят узнать её, советую раскрыть второй том „Бархатной книги“, изданной Н. И. Новиковым в 1787 году. Чтобы не затруднять ваших поисков, сообщаю: род мой числится происходящим в XX колене от самого Рюрика, а пращур мой имел житейское прозвание „Оладья“» (под это описание подходят роды Аладьиных и Алабышевых, указанные на упомянутой в романе 281 странице).
Также раскрыта фамилия матери героя – Хорстич (Часть первая, глава третья, параграф 3 «Вакансия»).
Учился в Императорском Училище Правоведения. Затем за незаурядные способности был завербован в разведку Генерального штаба, откуда и начинаются его приключения. После Октябрьской революции перешёл на сторону советской власти.

## Общественное влияние романа
- Итоговый сборник (проза, поэзия и литературная критика) Международного конкурса «Литературной России» в память о Валентине Пикуле имеет название «Честь имею».[2]